# René Luc
René Luc est un homme politique vanuatais.

## Biographie
Il entre au Parlement de Vanuatu comme député de la circonscription Santo rurale / Malo / Aore aux élections législatives de 1983, et y est le seul élu du Parti fraternel mélanésien, parti francophone protestant centré sur les îles de Malekula et de Santo et affilié à l'Union des partis modérés (UPM). Il est réélu en 1987, mais participe en 1988 au boycotte du Parlement par l'UPM, et perd de ce fait son siège. Il ne se représente pas aux élections de 1991, cédant de fait sa circonscription au chef de son parti, Albert Ravutia.